# Juan Ignacio Basaguren
Juan Ignacio Basaguren (Cidade do México, 21 de julho de 1944) é um ex-futebolista mexicano, que defendeu a Seleção de seu país.
Participou de apenas uma Copa do Mundo, a de 1970, como reserva. Mesmo assim, fez história ao marcar o primeiro gol de um suplente nas Copas ao marcar contra El Salvador. O jogo terminou 4 a 0 para El Tri.
Basaguren se destacou em um clube, o Atlante.